# دانشگاه قاهره

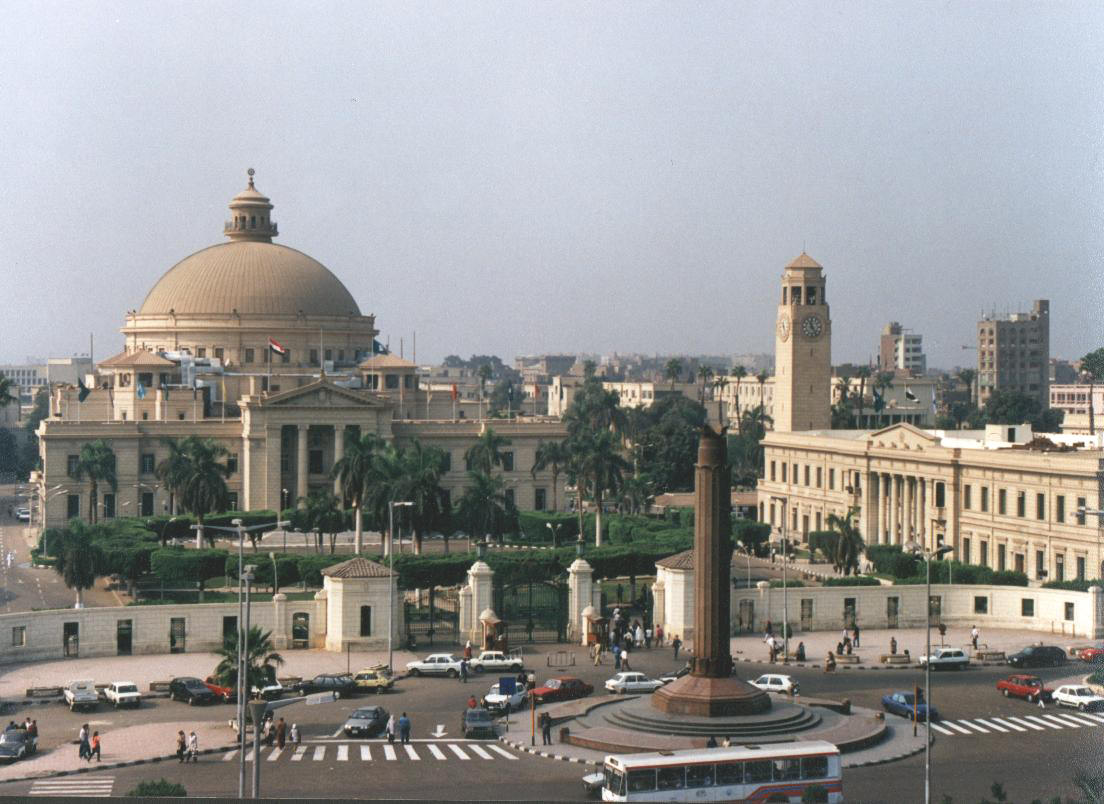
دانشگاه قاهره

دانشگاه قاهره (در عربی: جامعة القاهرة، در انگلیسی: Cairo University) نام مهم‌ترین دانشگاه مدرن در کشور مصر است. این دانشگاه در ۲۱ دسامبر ۱۹۰۸ تأسیس شد با این حال، روند انتقال دانشکده‌های پراکنده آن از قاهره به پردیس فعلی در گیزه در اکتبر ۱۹۲۹ با دانشکده هنر آغاز شد. این دانشگاه دومین دانشگاه قدیمی مصر پس از دانشگاه الازهر و دارای ۲۰ دانشکده و حدود ۱۵۵ هزار دانشجو است.

## تاریخچه
این دانشگاه در تاریخ ۲۱ دسامبر ۱۹۰۸ با عنوان دانشگاه مصر توسط کمیته‌ای مردمی با حمایت‌های سلطنتی تأسیس و تأمین شد. در سال ۱۹۲۵ در زمان پادشاهی ملک فؤاد به یک نهاد دولتی تبدیل شد و در سال ۱۹۴۰، چهار سال پس از مرگ وی، دانشگاه مصر به افتخار او به دانشگاه پادشاه فؤاد اول تغییر نام داد. در پی انقلاب ۱۹۵۲ مصر، این نام نیز تغییر یافت و این دانشگاه از آن تاریخ تاکنون دانشگاه قاهره نامیده می‌شود.

## دانشکده‌ها
- دانشکده مهندسی
- دانشکده پزشکی
- دانشکده کامپیوتر و سامانه اطلاعات
- دانشکده داروشناسی
- دانشکده کشاورزی
- دانشکده علوم
- دانشکده اقتصاد و علوم سیاسی
- دانشکده ارتباط همگانی
- دانشکده باستان‌شناسی
- دانشکده هنر
- دانشکده بازرگانی
- دانشکده آموزش تخصصی
- دانشکده پرستاری
- دانشکده حقوق
- دانشکده فیزیوتراپی
- دانشکده پزشکی دهان و دندان
- دانشکده دامپزشکی
- دانشکده دارالعلوم
- دانشکده کودکستان

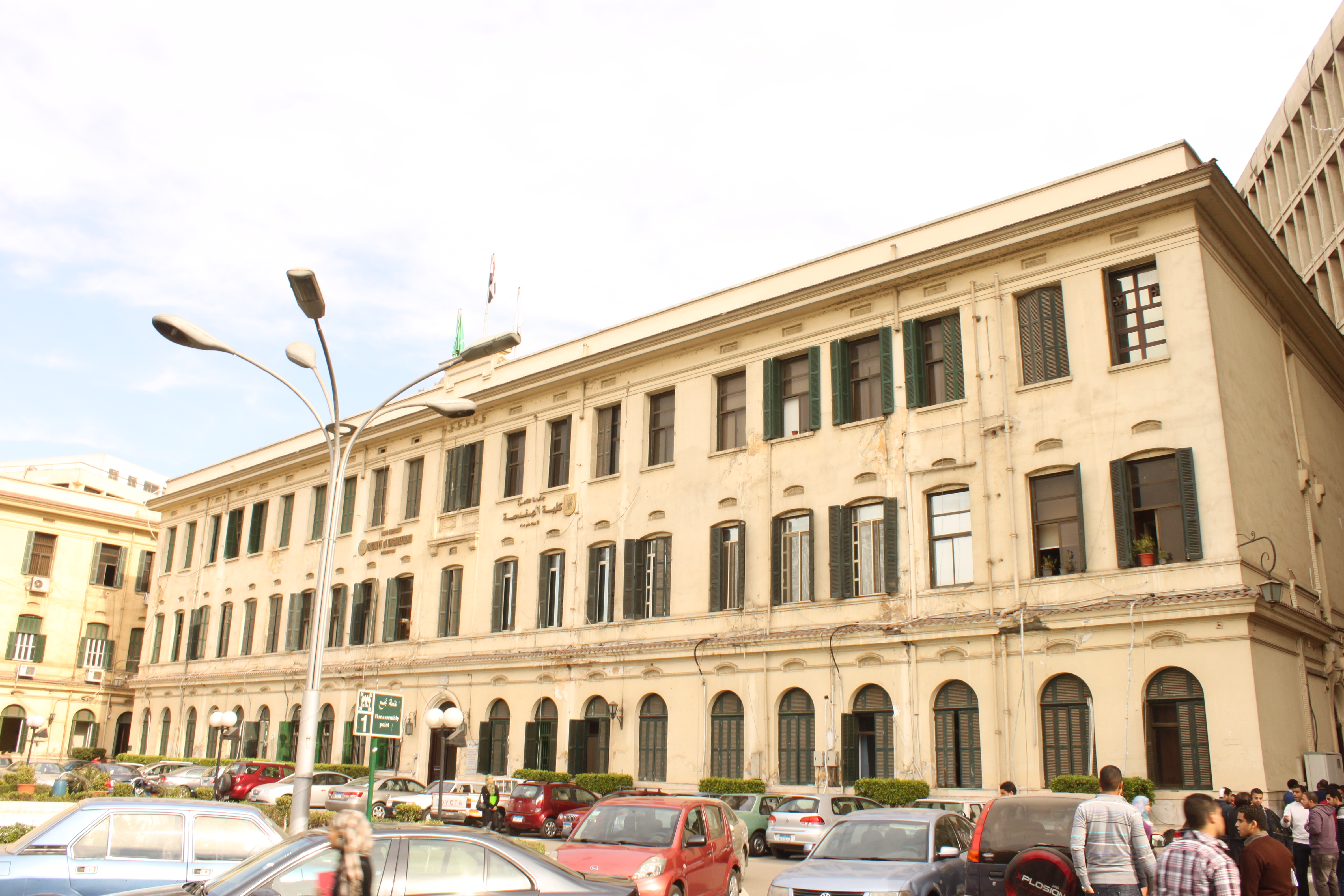
دانشکده مهندسی

- دانشکده برنامه‌ریزی منطقه‌ای و شهری[۴]

## دانش‌آموختگان سرشناس
- هشام برکات
- پطرس غالی، دبیرکل سازمان ملل متحد از ۱۹۹۲ تا ۱۹۹۶
- طاهر الجمل، طراح رمزنگاری الجمل و معروف به پدر امنیت لایه انتقال
- وائل غنیم چهره شناخته‌شده در انقلاب ۲۰۱۱ مصر
- صدام حسین، رئیس‌جمهور سابق عراق
- عدلی منصور
- محمد مرسی، سابقاً رئیس‌جمهور مصر
- عمرو موسی
- عمر شریف، بازیگر نامزد جایزه اسکار و برنده سه جایزه گلدن گلوب
- مجدی یعقوب، استاد جراحی قلب و سینه در امپریال کالج لندن
- ایمن الظواهری، جراح سابق در نیروی زمینی مصر، رهبر فعلی گروه مسلح القاعده[۵][۶]

### برندگان جایزه نوبل
- نجیب محفوظ، جایزه نوبل ادبیات در ۱۹۸۸
- یاسر عرفات، جایزه صلح نوبل در ۱۹۹۴
- محمد البرادعی، جایزه صلح نوبل در ۲۰۰۵